# Dompcevrin
Dompcevrin é uma comuna francesa na região administrativa de Grande Leste, no departamento de Meuse. Estende-se por uma área de 10,93 km². Em 2010 a comuna tinha 327 habitantes (densidade: 29,9 hab./km²).

## Administração
- Prefeitos

Louis Zwatan :Março de 2008-fim de 2014
Michel Fromont :Março  de 2001- fim de 2008
Arthur Mirouel : Início de 1912- fim de 1940. Foi também senador pela Aliança democrática da Franç

## Lugares e monumentos

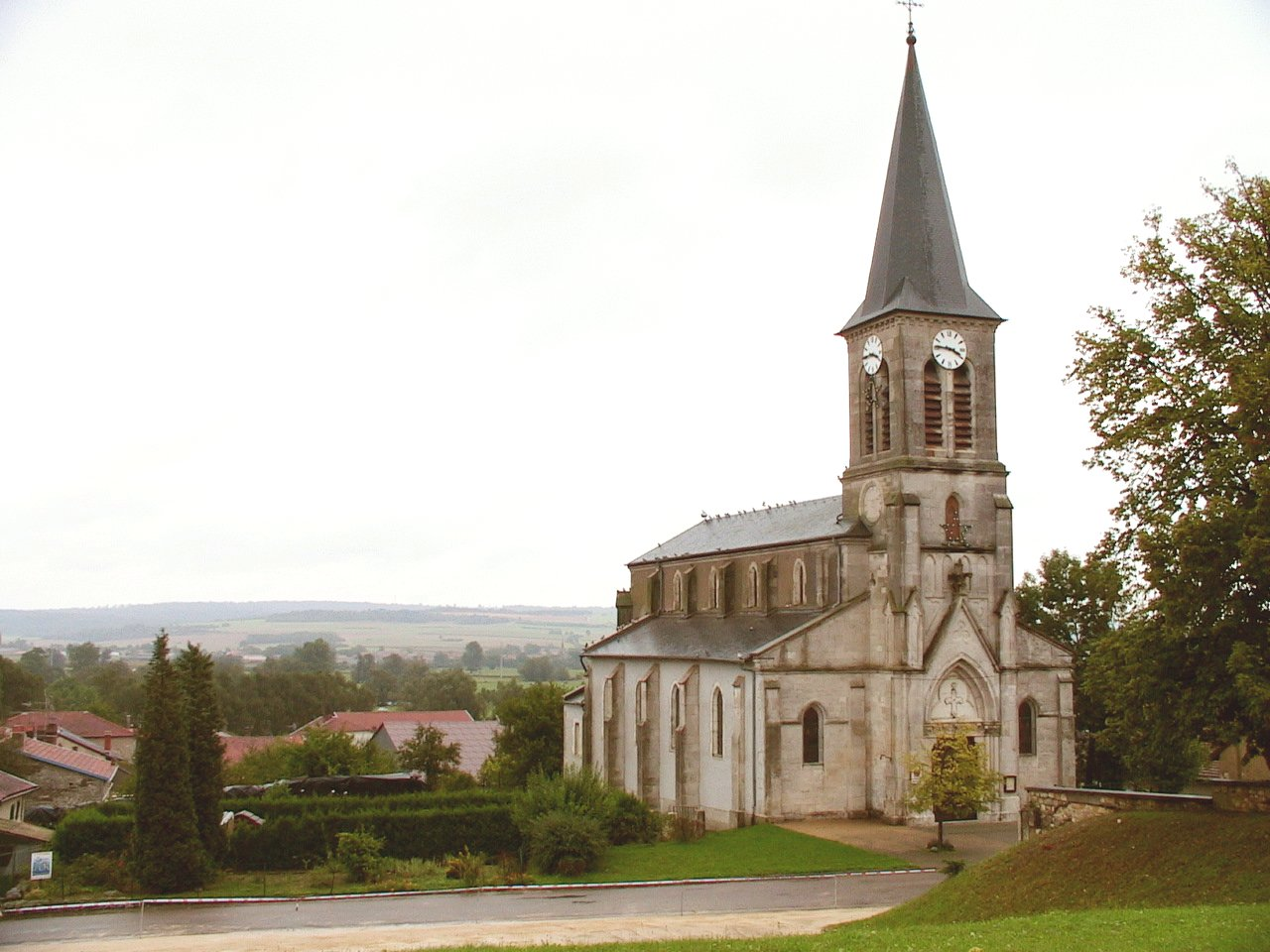
’’Dompcevrin(Meuse), vista a partir do alto da aldeia. A aldeia fica situada na rodovia CD34 que ladeia a margem esquerda do rio La Meuse, entre Saint-Mihiel e Bannoncourt.

## Demografía
| 1962 | 1968 | 1975 | 1982 | 1990 | 1999 | - | - | - |
| --- | ---- | ---- | ---- | ---- | ---- | - | - | - |
| 444 | 381  | 343  | 387  | 380  | 362  | - | - | - |
| Para os censos de 1962 a 2006 a população legal corresponde à popolução sem duplicidades, segundo define o INSEE. |      |      |      |      |      |   |   |   |